# Cladactella
Cladactella is een geslacht van zeeanemonen uit de familie van de Actiniidae.

## Soorten
- Cladactella manni (Verrill, 1899)
- Cladactella obscura Verrill, 1928